# In amore nessuno è perfetto
In amore nessuno è perfetto (Nobody's Perfect) è un film del 1990 diretto da Robert Kaylor, con Chad Lowe e Gail O'Grady.

## Trama
Stephen è uno studente universitario che si innamora di Shelly a tal punto da non riuscire più a far niente, neanche a studiare. Il suo amico Andy, di cui è ospite, gli consiglia di travestirsi da donna per poterle stare accanto frequentando la ragazza da amica, da qui cominciano i guai per cercare di non farsi scoprire.

## Distribuzione

### Edizione italiana
In Italia la pellicola è conosciuta con diversi titoli. Dopo aver ricevuto il nulla osta Nº 86160 del 21 novembre 1990, il film, inizialmente annunciato con il titolo Qualsiasi cosa!, ha avuto una distribuzione, molto limitata, nelle sale cinematografiche italiane con il titolo Malibu College California per opera della casa di distribuzione Titanus. Nei suoi primi passaggi televisivi, invece, è stato presentato come In amore nessuno è perfetto. In occasione della distribuzione in VHS, la Titanus ha tuttavia optato per il titolo Purtroppo ce l'ho anch'io! - Malibu College California. L'edizione DVD, ormai fuori commercio, reca invece il titolo Malibù College - In amore nessuno è perfetto.